# Consejo (consulta)

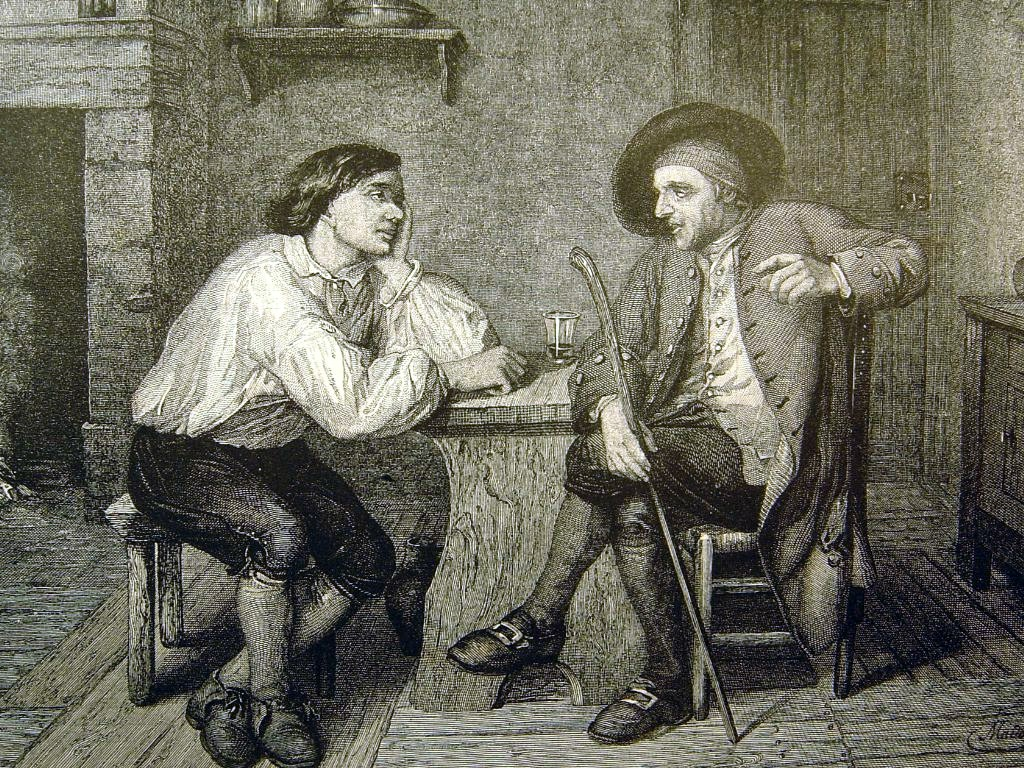
El buen consejo por Jean Baptiste Madou

Un consejo es una manera de relacionar opiniones, creencias, valores, recomendaciones u orientaciones personales o institucionales acerca de ciertas situaciones retransmitidas en algún contexto hacia otra persona o grupo a menudo ofrecido como una guía para acción y/o conducta. 
Poniéndolo un poco más simple, un mensaje de aviso es una recomendación acerca de lo que podría pensarse, decir, o de otra manera hacer frente a un problema, tomar una decisión, o manejar una situación. Se cree que los consejos son fechas ya que a menudo se consideran tabú, además de útiles. 
Los tipos de consejos pueden ir desde los sistemas de enseñanza hacia las prácticas esotéricas y espirituales y son a menudo atribuidos a la resolución de problemas, búsqueda de estrategia y encuentro de soluciones, ya sea desde un punto de vista social o personal. 
Los consejos pueden hacer referencia a las relaciones interpersonales, cambios de estilo de vida, opciones legales, objetivos de negocio, metas personales, de carrera, de educación, creencias religiosas, crecimiento personal, motivación, inspiración y así sucesivamente. Los consejos no son pertinentes a cualquier criterio sólido y pueden darse libremente, o solamente dados cuando se consultan. 
En algunas culturas los consejos son socialmente inaceptables para ser publicados a menos que se soliciten. En otras culturas se dan consejos más abiertamente. 
Pueden ser otorgados por expertos, tales como asesores legales o asesores metodológicos, y también dados sólo a cambio por pago.
- Datos: Q2132873
- Multimedia: Advice / Q2132873
- Citas célebres: Consejo